# روز جهانی سلامت روان
روز جهانی بهداشت روانی (برابر با ۱۰ اکتبر) یک روز جهانی برای آموزش جهانی بهداشت روان، آگاهی و دفاع از بدنامی اجتماعی است. این روز نخستین بار در سال ۱۹۹۲ به ابتکار فدراسیون جهانی بهداشت روان و سازمان جهانی بهداشت روان با اعضا بیش از ۱۵۰ کشور جهان جشن گرفته شد. این روز، هر ساله در ماه اکتبر، هزاران نفر از هواداران برای جلب توجه به بیماری‌های روانی و تأثیرات مهم آن بر زندگی مردم در سراسر جهان، به جشن این برنامه سالانه آگاهی می‌پردازند. در بعضی از کشورها این روز بخشی از یک هفته آگاهی است، مانند هفته سلامت روان در استرالیا.

## مفاهیم روز جهانی سلامت روان
| سال     | موضوع                                                                              |
| ------- | ---------------------------------------------------------------------------------- |
| ۲۰۱۹    | ارتقاء سلامت روان و پیشگیری از خودکشی                                              |
| ۲۰۱۸    | جوانان و سلامت روان در دنیای متغیر                                                 |
| ۲۰۱۷    | بهداشت روانی در محیط کار                                                           |
| ۲۰۱۶    | کمک‌های اولیه روانشناختی                                                            |
| ۲۰۱۵    | کرامت در سلامت روان                                                                |
| ۲۰۱۴    | زندگی با اسکیزوفرنی                                                                |
| ۲۰۱۳    | سلامت روان و افراد مسن                                                             |
| ۲۰۱۲    | افسردگی: یک بحران جهانی                                                            |
| ۲۰۱۱    | فشار بزرگ: سرمایه‌گذاری در سلامت روان                                               |
| ۲۰۱۰    | سلامت روان و بیماریهای جسمی مزمن                                                   |
| ۲۰۰۹    | سلامت روان در مراقبت‌های اولیه: تقویت درمان و ارتقاء سلامت روان                     |
| ۲۰۰۸    | ایجاد سلامت روان در اولویت جهانی: مقیاس گذاری خدمات از طریق حمایت و اقدام شهروندان |
| ۲۰۰۷    | سلامت روان در دنیای متغیر: تأثیر فرهنگ و تنوع                                      |
| ۲۰۰۶    | آگاهی در ساختمان - کاهش خطر: بیماری روانی و خودکشی                                 |
| ۲۰۰۵    | سلامت روان و جسمی در طول زندگی                                                     |
| ۲۰۰۴    | رابطه بین سلامت جسمی و روانی: اختلالات همزمان                                      |
| ۲۰۰۳    | اختلالات عاطفی و رفتاری کودکان و نوجوانان                                          |
| ۲۰۰۲    | تأثیر تروما و خشونت بر کودکان و نوجوانان                                           |
| ۲۰۰۰–۰۱ | سلامت روان و کار                                                                   |
| ۱۹۹۹    | سلامت روان و پیری                                                                  |
| ۱۹۹۸    | سلامت روان و حقوق بشر                                                              |
| ۱۹۹۷    | کودکان و سلامت روان                                                                |
| ۱۹۹۶    | زنان و سلامت روان                                                                  |